# Peugeot 908 RC
Pour les articles homonymes, voir Peugeot 908 et RC.
La Peugeot 908 RC est un concept-car limousine-sport de luxe du constructeur automobile Peugeot (PSA). Présentée au Mondial de l'automobile de Paris 2006, elle est propulsée par un moteur V12 diesel Peugeot Sport Le Mans Prototype de Peugeot 908 HDi FAP (victorieuse entre autres des Le Mans Series 2007, et des 24 Heures du Mans 2009). 

## Histoire
Le design de cette limousine de plus de 5 m de long est développé par le centre de design Peugeot du chef designer Gérard Welter, marqué par la griffe stylistique de la marque, inspirée des Peugeot 407, Peugeot 407 Coupé, Peugeot 607, et du prototype Peugeot 907 V12 de 5,9 L de 2004... Son luxueux intérieur spacieux est en cuir, avec pare-brise géant, toit entièrement vitré, et aileron mobile.

Mondial de l'automobile de Paris 2006
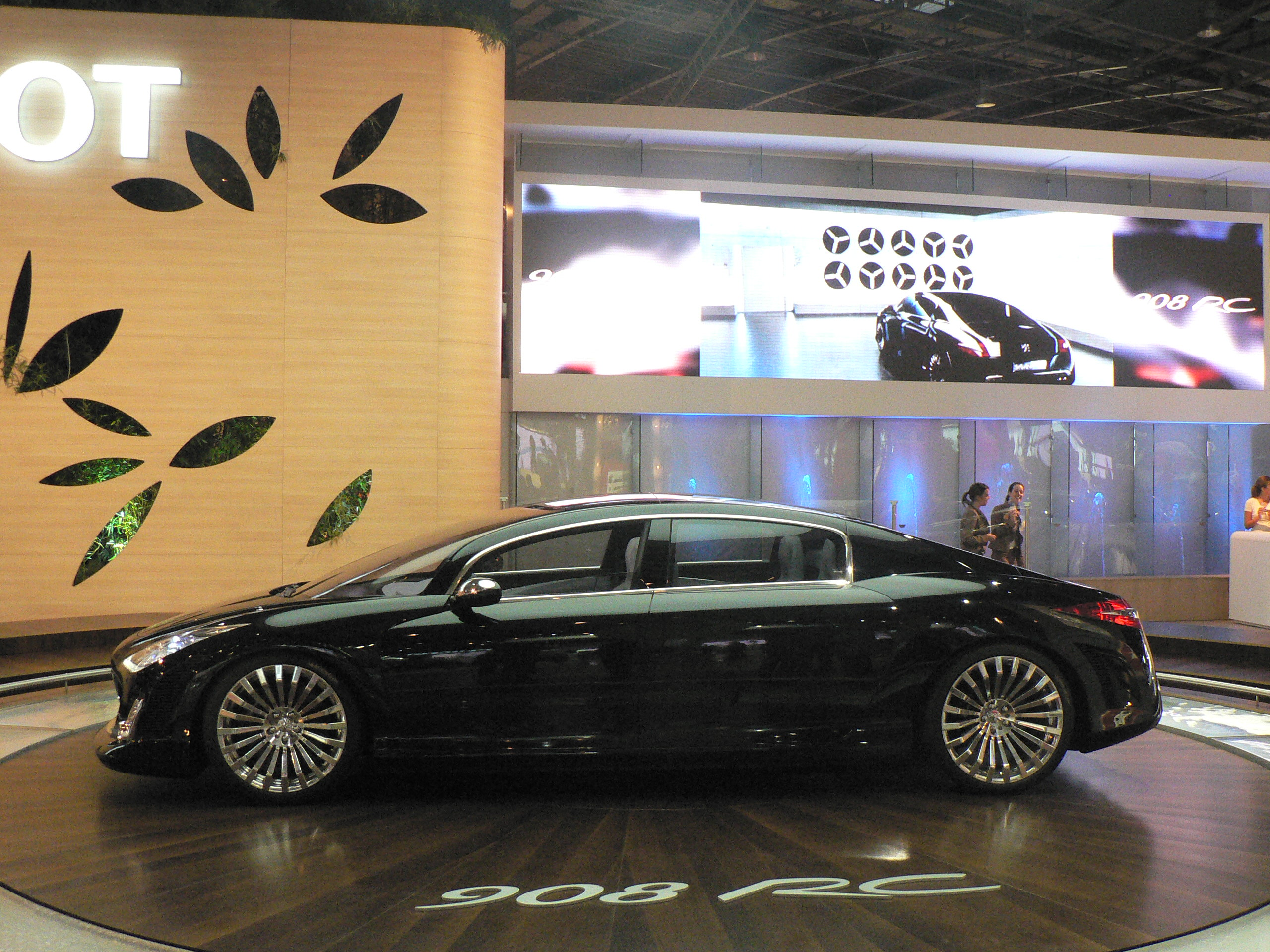
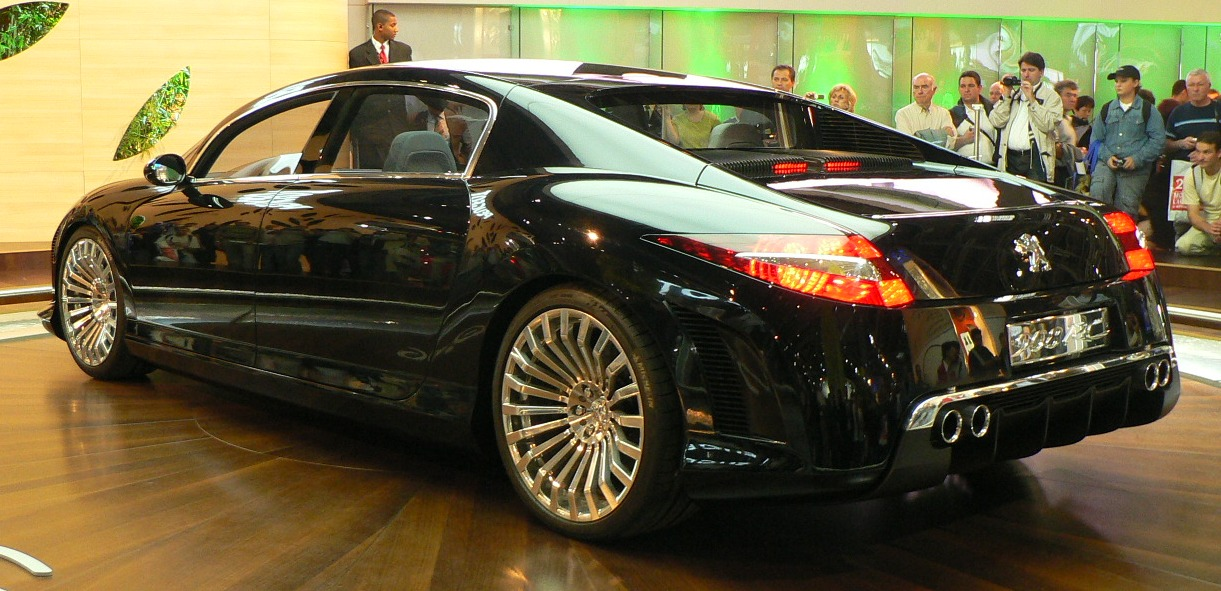
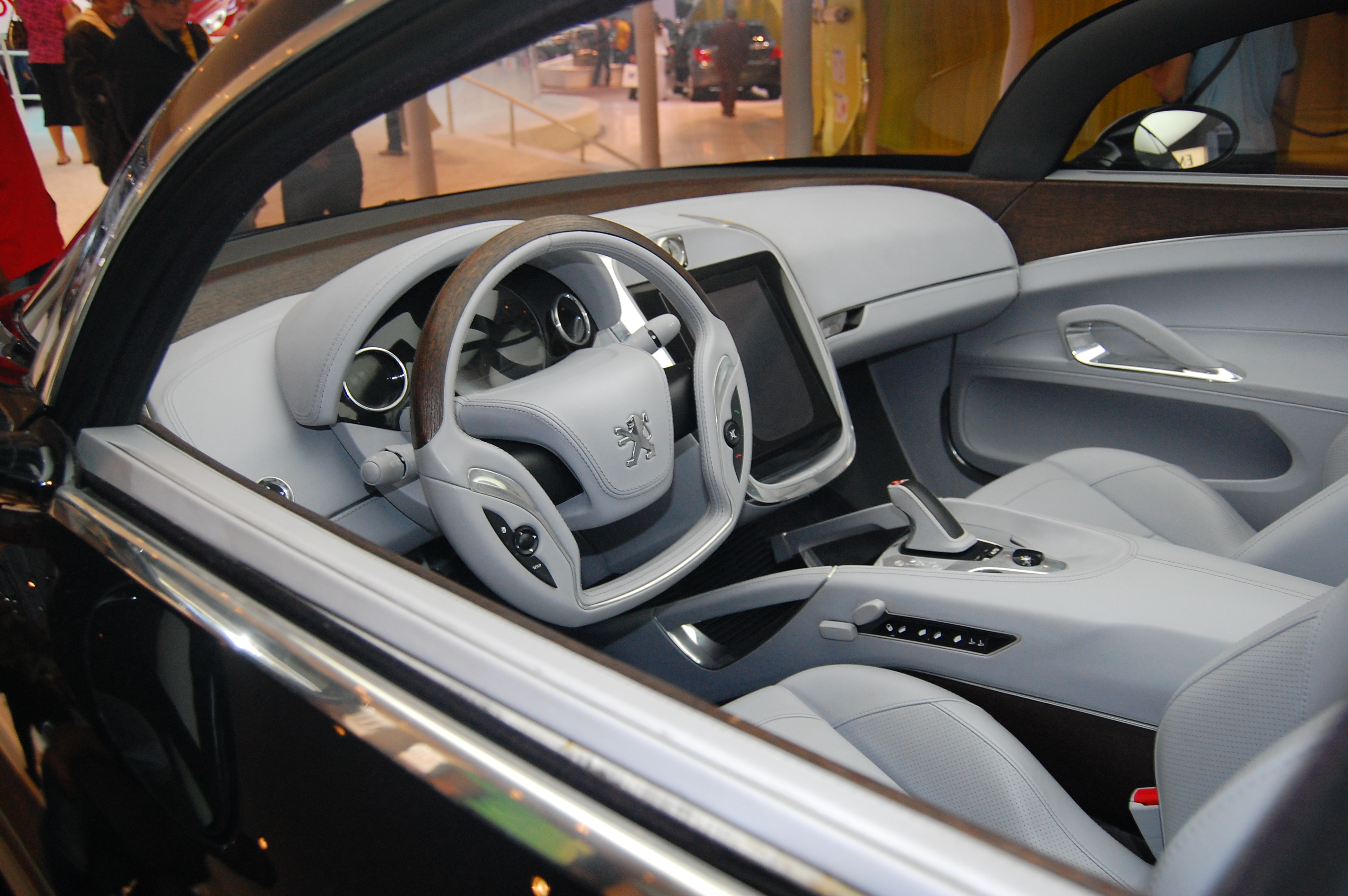

Elle est motorisée par un moteur de compétition automobile Le Mans Prototype V12 diesel 5,5 L central arrière de 700 ch, de Peugeot 908 HDi FAP, pour une vitesse de pointe de plus de 300 Km/h (avec un palmarès prodigieux de 20 victoires sur 32 courses entre 2007 et 2011, championne entre autres des Le Mans Series 2007, et double victorieuse des 24 Heures du Mans 2009). 

Peugeot 908 HDi FAP
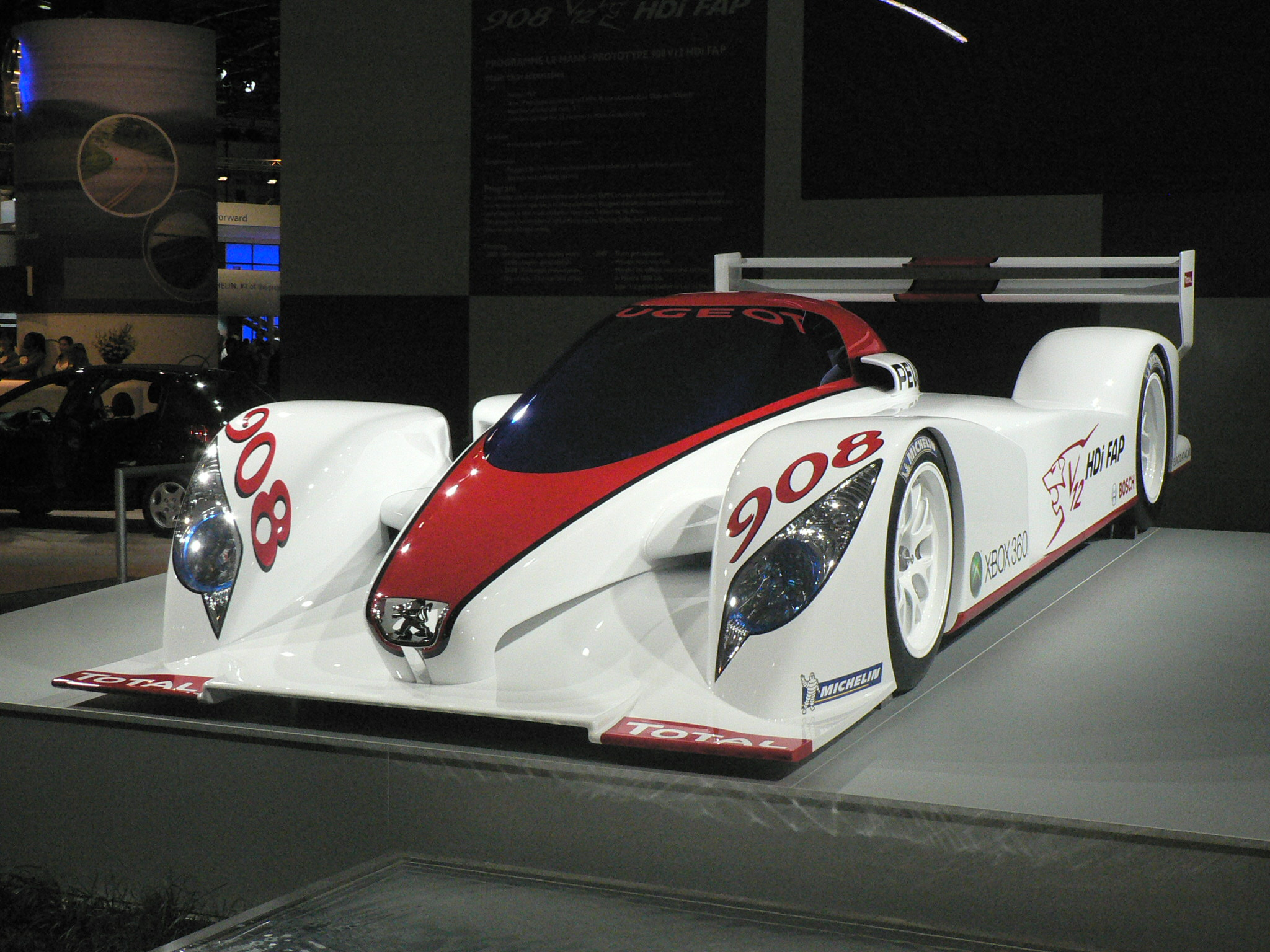
Premier prototype de 2006
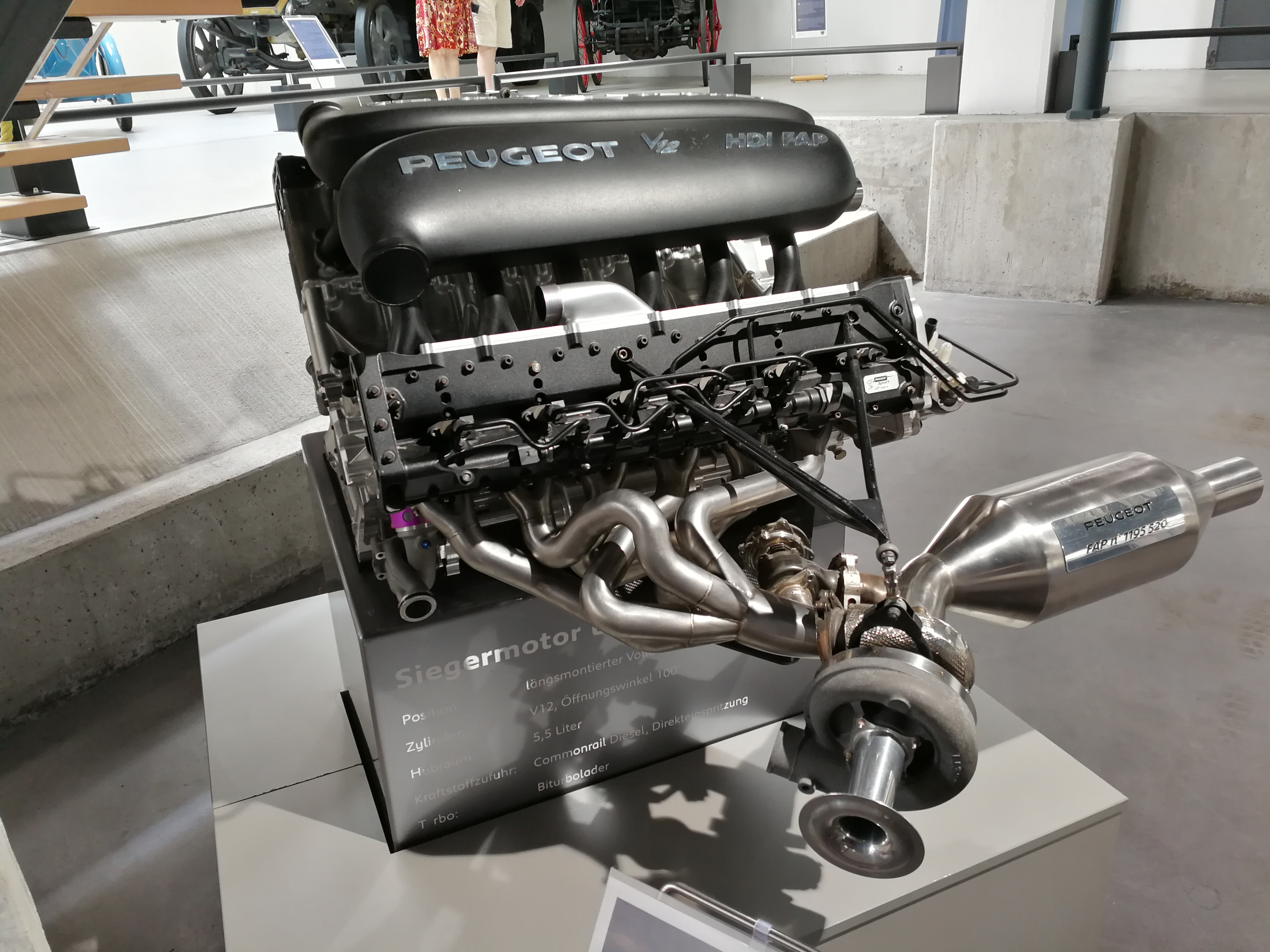
Moteur V12 au musée de l'Aventure Peugeot
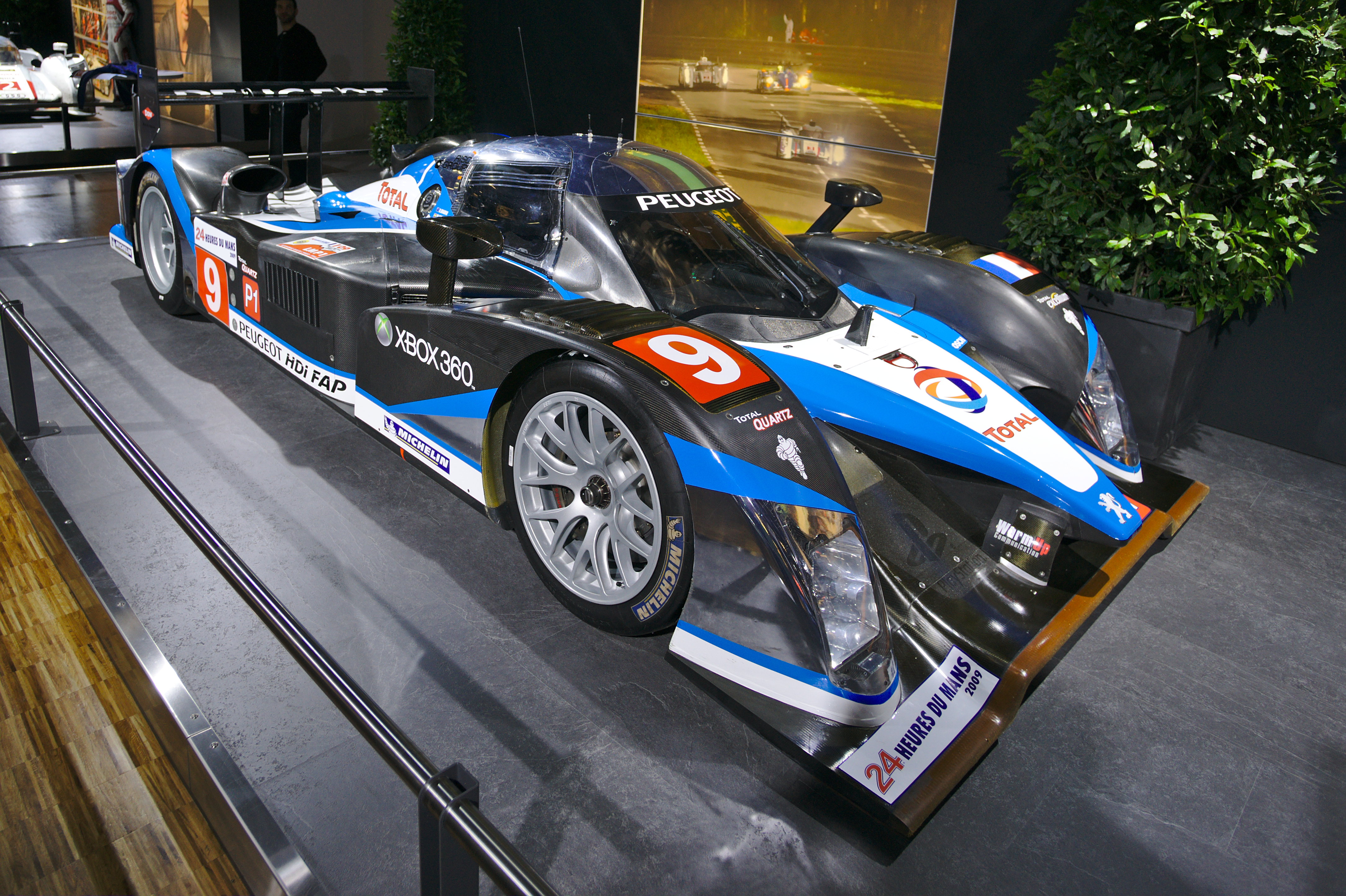
N°9 victorieuse des 24 Heures du Mans 2009

Exposée au musée de l'Aventure Peugeot de Sochaux, elle inspire entre autres les prototypes Peugeot RC Hybrid4 de 2008, Peugeot 408 et Peugeot RCZ de 2010.